# Yoshiki Matsushita
Yoshiki Matsushita (松下 佳貴 Matsushita Yoshiki?), född 3 mars 1994 i Ehime prefektur, är en japansk fotbollsspelare.
Matsushita började sin karriär 2015 i Vissel Kobe. Han spelade 46 ligamatcher för klubben. 2019 flyttade han till Vegalta Sendai.